# Dichrooscytus convexifrons
Dichrooscytus convexifrons är en insektsart som beskrevs av Knight 1968. Dichrooscytus convexifrons ingår i släktet Dichrooscytus och familjen ängsskinnbaggar. Inga underarter finns listade i Catalogue of Life.